# John Murray, 4.º Duque de Atholl
John Murray, 4.º Duque de Atholl (em inglês: John Murray), KT, PC, FRS (30 de junho de 1755 - 29 de setembro de 1830), denominado Marquês de Tullibardine de 1764 a 1774, foi um nobre escocês.

## Vida
‎Murray era o filho mais velho de ‎‎John Murray, 3.º Duque de Atholl,‎‎ e de sua mulher, ‎‎Charlotte, 8.ª Baronesa Strange, filha de James ‎‎Murray, 2.º Duque de Atholl.‎‎ ‎‎Lorde George Murray‎‎ e ‎‎Lorde Charles Murray-Aynsley‎‎ eram seus irmãos mais novos. Tornou-se conhecido pelo ‎‎título de cortesia‎‎ Marquês de Tullibardine quando seu pai sucedeu ao ducado em 1764.